# Morelos Open 2022
Il Morelos Open 2022 è stato un torneo maschile di tennis professionistico. È stata l'8ª edizione del torneo, facente parte della categoria Challenger 80 nell'ambito dell'ATP Challenger Tour 2022, con un montepremi di 53 120 $. Si è svolto dal 25 aprile al 1º maggio 2022 sui campi in cemento del Racquet Club Cuernavaca di Cuernavaca in Messico.

## Partecipanti

### Teste di serie
| Nazionalità | Giocatore           | Ranking* | Testa di serie |
| ----------- | ------------------- | -------- | -------------- |
| Stati Uniti | Ernesto Escobedo    | 140      | 1              |
| Paesi Bassi | Tim van Rijthoven   | 183      | 2              |
| Regno Unito | Jay Clarke          | 192      | 3              |
| Argentina   | Juan Pablo Ficovich | 204      | 4              |
| Canada      | Brayden Schnur      | 237      | 5              |
| Colombia    | Nicolás Mejía       | 239      | 6              |
| Giappone    | Yūichi Sugita       | 250      | 7              |
| Australia   | Rinky Hijikata      | 254      | 8              |

* Ranking al 18 aprile 2022.

### Altri partecipanti
I seguenti giocatori hanno ricevuto una wild card per il tabellone principale:
- Alex Hernández
- Rodolfo Jauregui Sainz de Rozas
- Rodrigo Pacheco Méndez

I seguenti giocatori sono passati dalle qualificazioni:
- Shintaro Mochizuki
- Keegan Smith
- Benjamin Lock
- Naoki Nakagawa
- Elmar Ejupović
- Sun Fajing

## Campioni

### Singolare
Jay Clarke ha sconfitto in finale  Adrián Menéndez Maceiras con il punteggio di 6–1, 4–6, 7–6(5).

### Doppio
JC Aragone /  Adrián Menéndez Maceiras hanno sconfitto in finale  Nicolás Mejía /  Roberto Quiroz con il punteggio di 7–6(4), 6–2.